# Mucuo Bingni
Mucuo Bingni (kinesiska: 姆错丙尼) är en sjö i Kina. Den ligger i den autonoma regionen Tibet, i den sydvästra delen av landet, omkring 480 kilometer väster om regionhuvudstaden Lhasa. Trakten runt Mucuo Bingni består i huvudsak av gräsmarker.
Genomsnittlig årsnederbörd är 516 millimeter. Den regnigaste månaden är juli, med i genomsnitt 118 mm nederbörd, och den torraste är november, med 11 mm nederbörd.